# روان (اسم)
روان ( /ˈroʊən/ ) (بالإنجليزية: Rowan) هو اسم ايرلندي الذي يطلق كاسم شخصي و لقب . وتشمل المتغيرات من اسم روان،  Ruadhán، وRuadh وRoan. الاسم يأتي من اللقب الأيرلندي Ó Ruadháin .

## لقب
- أندرو سمرز روان (1857-1943) ، ضابط بالجيش الأمريكي
- أرشيبالد هاميلتون روان (1751-1834) ، إيرلندي مشهور وعضو مؤسس في جمعية دبلن للأيرلنديين المتحدين
- أثول روان (1921–1998) ، لاعب الكريكيت الجنوب أفريقي
- كارل روان (من مواليد 1925-2000) ، صحفي أمريكي ومؤلف
- السير تشارلز روان( ق. 1782   - 1852) ، ضابط في الجيش البريطاني ومفوض الشرطة في (لندن) متروبوليس
- دان روان (توفي عام 1987) ، الممثل والكوميدي، روان ومارتن اضحك
- ديف روان (1882-1955) ، لاعب بيسبول كندي
- ديف روان (مواليد 1946) ، المعالج الأسترالي
- دومينيك روان (مواليد 1970) ، ممثل إنجليزي
- إليس روان (1847-1922) ، عالمة طبيعة ورسامة أسترالية
- إريك روان (1909-1993) ، لاعب الكريكيت الجنوب أفريقي
- إريك روان (مواليد 1981) ، اسم الحلبة للمصارع الأمريكي جوزيف رود
- إيف روان (1902-1956) ، لاعب كرة قدم أمريكي
- فورد روان، مراسل تلفزيوني أمريكي، وأحد أعضاء فريق " لقاء الصحافة"
- جورج روان، لاعب كرة القدم الإسكتلندي
- جوردون لي روان، أمريكي قُتل في الجزائر في أزمة الرهائن بعين أميناس [4][5]
- هنري روان (1923–2015) ، المهندس الأمريكي، يحمل الاسم نفسه لجامعة روان
- جون روان (الغموض)
- جوناثان روان (مواليد 1981) ، لاعب كرة قدم إنجليزي
- جوزيف روان (1870-1930) ، ممثل الولايات المتحدة من نيويورك
- كيلي روان (مواليد 1965) ، الممثلة الكندية وعارضة الأزياء
- لو روان (مواليد 1925) ، حكم الكريكيت الأسترالي
- لويس ر. روان (1911-1988) ، رجل أعمال أمريكي ومالك ومربي لسباق الأحصنة
- ماتيو روان (توفي عام 1769) القائم بأعمال حاكم ولاية كارولينا الشمالية، 1753-1754
- بيتر روان (مواليد 1942) ، موسيقي وملحن أميركي من البلو جراس
- رون روان (مواليد 1962) ، لاعب كرة السلة الأمريكي
- شيلا روان (فيزيائية) ، فيزيائية بريطانية
- ستيفن كليج روان (1808-1890) ، نائب أميرال
- ويليام روان (1789-1879) ، القائد العسكري البريطاني

## الاسم الشخصي
- روان الكسندر ، لاعب كرة القدم الإسكتلندي ومدير
- روان أتكينسون (مواليد 1955) ، الممثل الإنجليزي، الكوميدي، وكاتب السيناريو
- روان بلانشارد (مواليد 2001) ، الممثلة الأمريكية
- روان هيسايو بوكانان، كاتب أمريكي
- روان كراذرز (مواليد 1997) ، سباح أسترالي
- روان كرونجي ( 1937–2014 ) ، سياسي روديسي
- روان بيلينغ (مواليد 1968) ، محرر صحفي بريطاني
- روان فاين (مواليد 1982) ، لاعب كرة قدم
- روان ويليامز (مواليد 1950) ، رئيس أساقفة كانتربري
- السير ويليام روان هاميلتون (1805-1865) ، عالم رياضيات

## في الخيال
- روان، الشخصية الرئيسية في سلسلة روايات روان من رين لإميلي رودا.
- روان خانا، شخصية في لعبة المحمول هاري بوتر: لغز هوجورتس
- روان لافونتين، شخصية في فيلم جيسون إكس
- روان مايفير، شخصية في ثلاثية حياة مايفير الساحرات التي كتبها آن رايس
- روان ميلز، شخصية في المسلسل التلفزيوني على إن بي سي القائمة السوداء
- روان موريسون، شخصية في The Wicker Man .
  - في طبعة عام 2006 ، تمت إعادة تسمية الشخصية روان وودوارد.
- روان ذيرين (ني غيرين) ، شخصية في Dragon Age: The Stolen Throne by David Gaider
- الروان / Angharad Gwyn ، شخصية في البرج وسلسلة كتب Hive للكاتب آن ماكافري
- ليلي روان، شخصية في سلسلة من الروايات والسرد عن المحقق نيرو وولف من تأليف ريكس ستاوت
- البروفيسور روان، شخصية في ألعاب الفيديو بوكيمون دايمند ويرل و بوكيمون بلاتينم
- روان ويتيثورن، شخصية في سلسلة كتب عرش الزجاج من تأليف سارا ج. ماس
- روان، واحد من اثنين من الأبطال الرئيسيين في حريق شعار المحاربين